# Rio Santa Ana (Venezuela)
O Rio Santa Ana é um rio sul-americano que banha a Venezuela.